# إيغور بونوماريوف
إيغور بونوماريوف هو لاعب كرة قدم روسي في مركز الدفاع، ولد في 27 يونيو 1996. لعب مع نادي كوبان كراسنودار.